# تشارلز بيري (مؤلف)
تشارلز بيري (بالإنجليزية: Charles Perry)‏ (1924 - 1969)؛ روائي أمريكي.

## روابط خارجية
- تشارلز بيري على موقع IMDb (الإنجليزية)
- تشارلز بيري على موقع قاعدة بيانات الفيلم (الإنجليزية)